# 봉은사 청동은입사향완
봉은사 청동은입사향완(奉恩寺 靑銅銀入絲香垸)은 입사(入絲)기법을 써서 청동으로 만든 고려시대의 향완이다. 1963년 1월 21일 대한민국의 보물 제321호로 지정되었다.
고려시대에 중흥사(重興寺)에 봉안되었던 향로로, 현재는 서울특별시 강남구 삼성동 봉은사(奉恩寺) 소장이며 동국대학교박물관에서 보관하고 있다. 중흥사는 북한산 노적봉 아래에 있던 절로 조선 숙종 때 북한산성을 쌓은 뒤 그곳을 관할하던 도총섭(都摠攝)이 있던 큰절이었는데, 1915년 무렵에 폐사된 듯하다. 봉은사가 중창되던 조선 명종 이후에 봉은사로 옮겨진 것으로 보인다.
향로란 절에서 마음의 때를 말끔하게 씻어주는 의미를 지닌 향을 피우는 데 사용하는 기구를 총칭하는 말로, 향완(香垸)이라고도 한다. 향로는 모양에 관계없이 향을 피우는 도구를 총칭하는 말이고, 향완은 밥 그릇 모양의 몸체에 나팔 모양의 높은 받침대를 갖춘 형태를 가리킨다.

## 형태
이 향로는 높이 37cm, 지름 51cm로 크기로 본다면 43.4cm 높이의 금강산 표훈사(表訓寺) 향완 다음으로 꼽히는 대형이다. 완형(垸形)의 노신(爐身)과 나팔형의 받침을 노신 안 바닥에서 고정시킨 전형적인 고려시대 향로인데, 노신에 비하여 받침이 약간 작은 느낌을 준다.

### 몸체
노신의 표면 전체에 가는 은사(銀絲)로 여러 가지 무늬가 상감(象嵌)되어 있다. 주둥이에 있는 넓은 테인 전의 표면에는 연화당초문(蓮華唐草紋)이 가득히 장식되었고, 옆면에는 뇌문(雷紋)이 각각 입사(入絲)되어 있다. 특히 노신 중앙에는 서로 마주보는 네 곳에 굵고 가는 두 줄의 선으로 원을 돌려 그 안에는 범자(梵字) 한 자씩을 새겼으며, 원 둘레에는 여의두문(如意頭紋)을 새겨서 장식하였다. 그리고 그 사이의 공간에는 당초문을 화려하게 장식하였다. 노신 하단에는 두 줄기 윤곽선으로 된 앙련(仰蓮)이 기다랗게 돌려져 있다.

### 받침
받침은 아래ㆍ위 2단으로 되어 있다. 상단에는 굵은 선이 들어간 테두리가 있는 폭이 좁은 앙련을 돌렸고, 하단에는 당초문을 배치하였다. 그리고 맨 아래의 굽에는 가는 선으로 여의두문이 장식되었다.

## 명문
이 향로는 외형에서 각부가 좋은 비례를 보일 뿐만 아니라 표면에 장식된 여러 가지 무늬가 아름다우며, 은사의 상감도 매우 세련된 방법으로 베풀어졌다. 주둥이에 달린 전의 뒷면에 총 103자의 글씨가 역시 은사로 다음과 같이 입사되어 있다.

至正四年五月 日 敬造靑銅鏤銀香爐一座奉獻于三角山重興寺大殿佛前 將此功德用祝皇帝万歲國王千秋天下太平同願僉議政丞蔡河中午山郡夫人梁氏徹明勸善比丘悟如眞悟戒瑚鏤手中郞將金卿願以此功德普及於一切我等與群生皆共成佛道

이 명문을 통하여 이 향로가 고려 충혜왕 복위 5년(1344)에 만들어져 삼각산 중흥사 대웅전에 봉안되었음을 알 수 있다. 명문에서 특히 주목되는 점은 이것을 일러 '향로(香爐)'라고 지칭한 점인데, 향로라는 명칭이 최초로 사용된 예가 된다. 이전에는 향로라는 말 대신에 향완이라는 이름으로 불렀다. 또한 이 향로를 시주한 사람으로 채하중(蔡河中, ?∼1357)과 그의 부인 양철명(梁徹明)의 이름이 나오는 것도 중요하다. 채하중의 주된 행적은 《고려사》에 보이는데, 중국 원나라의 세력을 등에 업고 상당한 영향력을 끼쳤으나 결국 나라를 어지럽혔던 인물이다. 충숙왕 6년(1319) 호군(護軍)이 되었고 충혜왕 3년(1342) 일등공신이 되었다가 충목왕 1년(1344) 평강부원군(平康府院君)이 되기도 하였으나, 1356년에 순천에 유배된 뒤 1357년에 자결하였다. 명문 가운데 또한 이 향로를 만든 누수(鏤手), 곧 장인(匠人)인 김경(金卿)을 비롯하여 여러 승려의 이름이 나오는 것도 자료적 가치가 있다.

## 사진

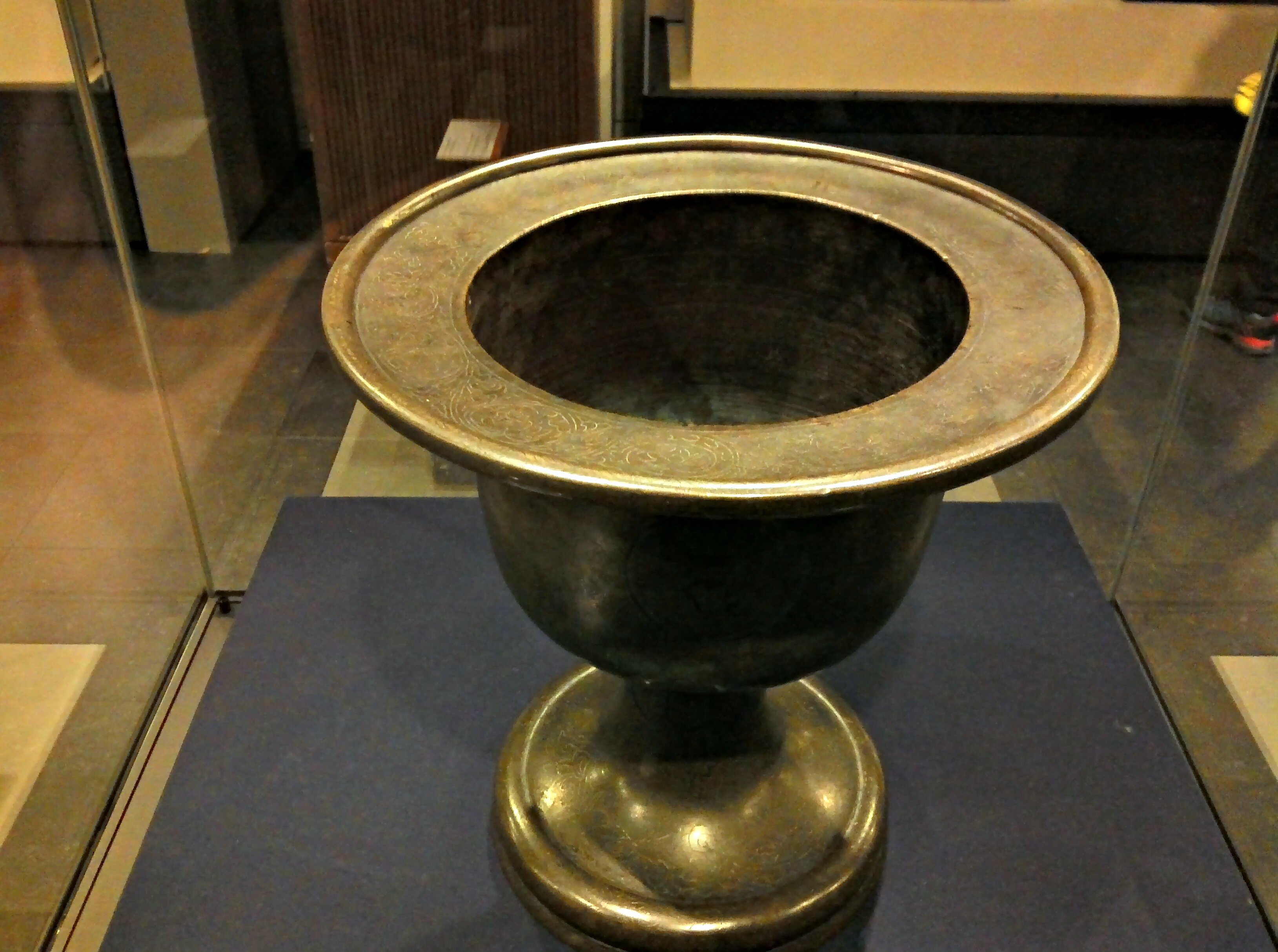
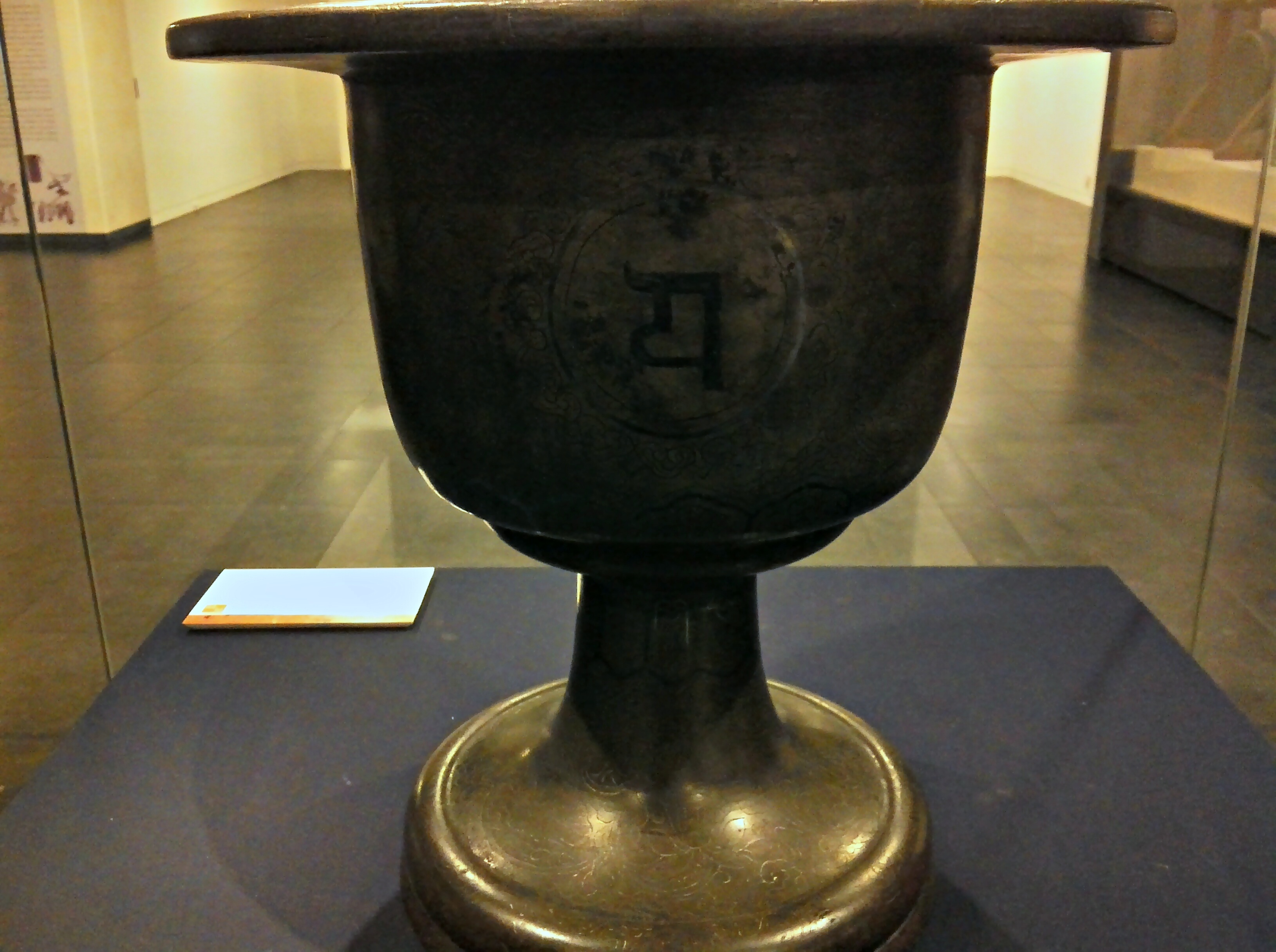
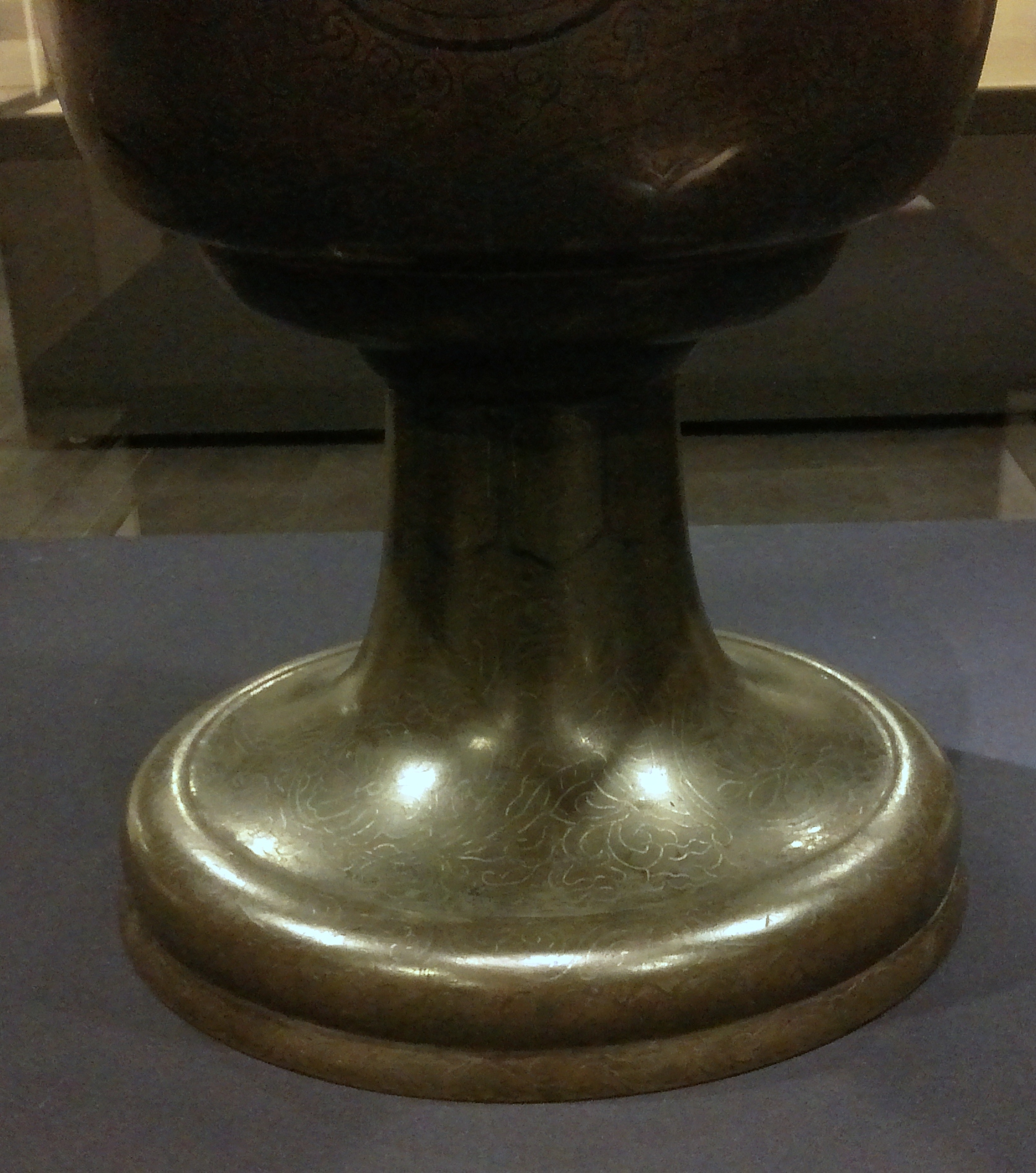

## 참고 자료
- 봉은사 청동은입사향완 - 국가유산청 국가유산포털
- 본 문서에는 서울특별시에서 지식공유 프로젝트를 통해 퍼블릭 도메인으로 공개한 저작물을 기초로 작성된 내용이 포함되어 있습니다.